# T-34/100 (T-100)
T-34/100 (T-100) — єгипетський винищувач танків, створений на базі середнього танка Т-34-85.

## Історія створення
Після закінчення Другої Світової війни, СРСР та країни Варшавського договору активно виробляли постачання військової техніки своїм східним союзникам. Значну частину поставок для єгипетської армії становили танки Т-34-85. Було там і кілька протитанкових гармат БС-3.
Після поразки арабських сил в Шестиденній війні 1967 року на зміну застарілим Т-34-85 стали приходити більш сучасні танки, що залишилися в строю Т-34-85 були перероблені в протитанкові САУ Т-100 шляхом установки значно змінену вежу протитанкової гармати Б-С 3. Кількість вироблених винищувачів танків Т-100 достеменно невідома.

## Бойове використання
Т-100 використовувався єгиптянами у війні Війні Судного дня, про що кажуть трофейні машини, які знаходять у воєнних узеях Ізраєлю.

## Галерея

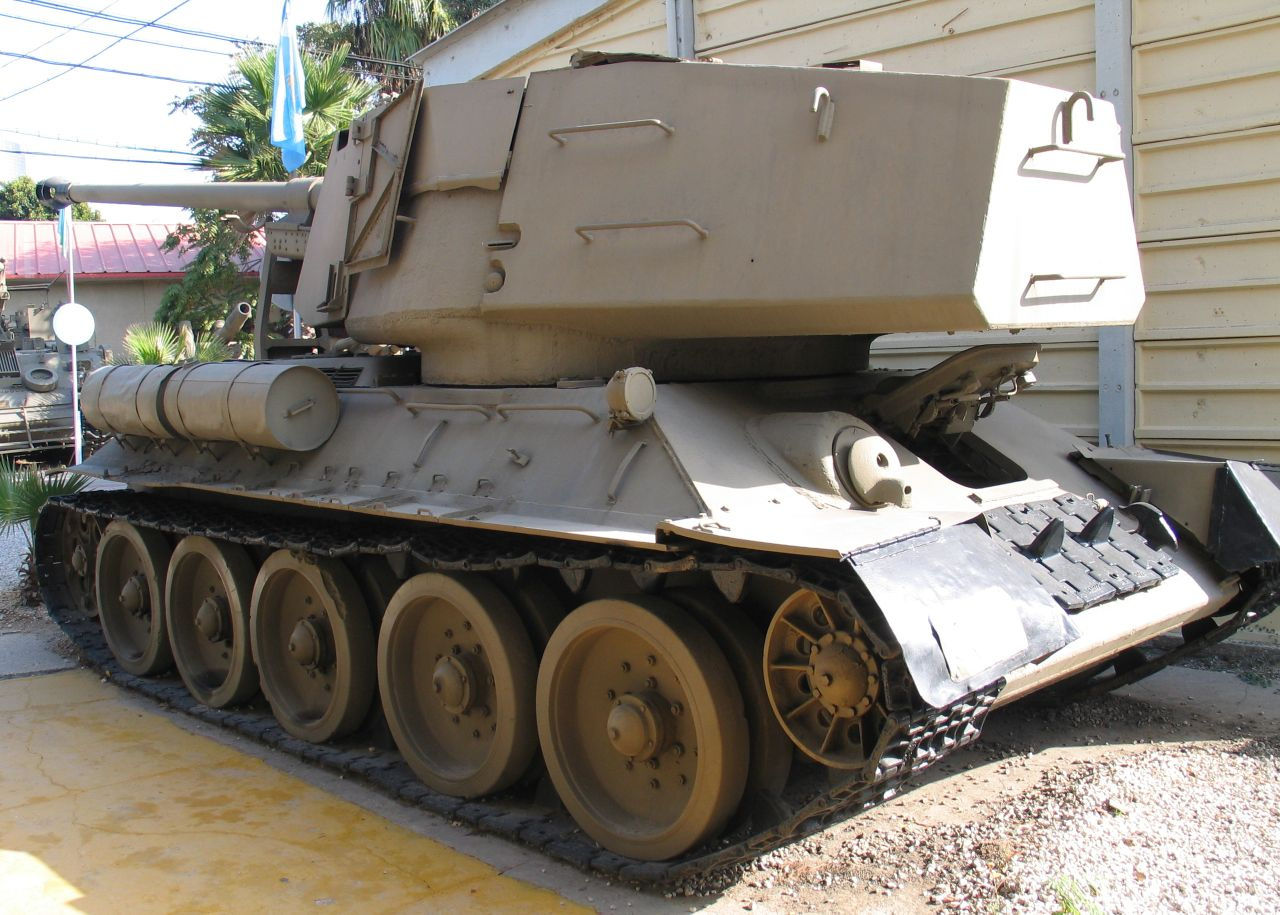
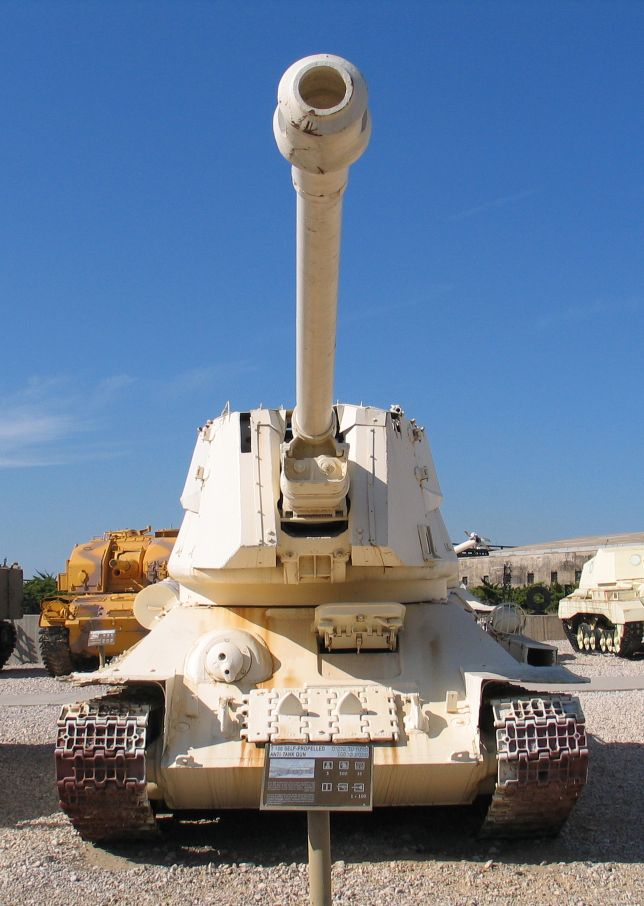

## Дивитись також
- Т-34-85